# Hörleinsgraben (Schwäbische Rezat)
Der Hörleinsgraben ist ein 3,5 Kilometer langer ostwärts fließender Bach im mittelfränkischen Landkreis Weißenburg-Gunzenhausen, der am Nordrand von Ellingen von links in die Schwäbische Rezat mündet.

## Verlauf
Der Bach entsteht in der Feldflur etwa 1,5 km westlich des Ellinger Gemeindeteiles Hörlbach und fließt von dort an sehr beständig nach Osten. Anfangs abschnittsweise ein Graben neben einem Feldweg, passiert er Hörlbach im Süden. Links der Verbindungsstraße nach Massenbach ist er zu einem 0,6 ha großen Weiher aufgestaut. Weiter fließt er parallel zur Straße von Hörlbach nach Ellingen und speist dort einige kleinere Weiher. Am Nordrand von Ellingen unterquert er die Bahnstrecke Treuchtlingen–Nürnberg, dann die Bundesstraße 2 und mündet kurz darauf neben der Kläranlage des Ortes von links und Westen in die Schwäbische Rezat.

## Einzugsgebiet
Das Einzugsgebiet ist ein von Westen nach Osten auslaufender Keil mit einer Fläche von etwa 4,2 km². Es ist eine weitgehend offene, mäßig hügelige Flurlandschaft, in der der Ackerbau dominiert, mit einigen kleinen Waldstücken. Die Bevölkerungsdichte ist gering. Im Norden grenzt daran das Einzugsgebiet des Vorderen Troppelgrabens, im Nordosten das des Walkershöfer Weihergrabens. Südlich konkurriert der Riedgraben und ganz im Südwesten kurz der Mittelbühlgraben, alles linke Rezat-Zuflüsse. Jenseits der westlichen Wasserscheide läuft der Störzelbach südwärts zur Altmühl. Der höchste Punkt im Einzugsgebiet liegt auf etwa 492 m ü. NHN an der Nordwestspitze nahe der Straße von Tiefenbach nach Stopfenheim.